# Frank Stagg
Frank Stagg (irisch: Proinsias Stagg; * 4. Oktober 1942 in Hollymount bei Ballinrobe, County Mayo, Irland; † 12. Februar 1976 im Wakefield Prison, Yorkshire, Großbritannien) war ein Mitglied der Provisional Irish Republican Army (IRA) und ein Hungerstreikender, der an den Folgen des 62-tägigen Hungerstreiks starb.

## Frühes Leben
Frank Stagg war das siebte von 13 Kindern. Sein Bruder Emmet Stagg war ein Politiker der Irish Labour Party und Mitglied im irischen Unterhaus für den Wahlkreis Kildare North.
Stagg ging in Newbrooke und später in Ballinrobe zur Schule. Nach der Beendigung der Schule arbeitete er als Wildhüter-Helfer mit seinem Onkel, der von Irland nach Großbritannien auf der Suche nach Arbeit immigiert war.
Zuerst war er in Großbritannien als Busschaffner im Norden von London und später als Busfahrer beschäftigt. Während seines Aufenthalts in Großbritannien heiratete er Briddie Armstrong aus Carnacon im County Mayo. In 1972 wurde er Mitglied der Luton-Vereinigung der Sinn Féin und bald darauf ein Freiwilliger der Provisional Irish Republican Army (PIRA).

## Politisches Leben
Im April 1973 wurde Stagg mit sechs weiteren Personen verhaftet, die verdächtigt wurden, dass sie gemeinsam eine IRA-Kampagne in Coventry planten. In Birmingham erhob der Crown Court (Strafgerichtshof) Klage. Die Jury befand drei der sieben Angeklagten für nicht schuldig. Die restlichen vier wurden wegen krimineller Sachbeschädigung und Konspiration in Verbindung mit Brandstiftung verurteilt: Stagg und der in England geborene Priester Patrick Fell wurden gemeinsam als kommandierende Offiziere verurteilt, Staag zu zehn und Fell zu zwölf, Thomas Gerald Rush und Anthony Roland Lynch zu je sieben Jahren Haft. Auch zu weiteren zehn Jahren Gefängnis verurteilt wurden sie, weil sich in ihrem Besitz Material zur Herstellung von Sprengstoff befand, wie Salpetersäure, Behältnisse, Wachs und Natriumchlorat.
Stagg wurde anschließend unverzüglich in das Hochsicherheitsgefängnis Albany Prison auf der Isle of Wight eingesperrt und im März 1974 wurden er und sein Gefährte Michael Gaughan ins Parkhurst Prison gebracht, wo sie mit den Geschwistern Marion Price und Dolours Price, Hugh Feeney und Gerry Kelly in einen Hungerstreik traten. Dieser Hungerstreik führte zum Tod von Michael Gaughan; den Price-Geschwistern, Feeney und Kelly wurde die Repatriierung nach Irland bewilligt. Stagg verweigerte die Repatririerung und wurde ins Long Lartin Prison gebracht, wo er seine Zeit in Einzelhaft verbrachte, da er Gefängnisarbeit verweigerte. Er, seine Frau und Geschwister wurden während ihrer Besuche in demütigender Weise körperlich untersucht. Als Protest dagegen begann er seinen zweiten Hungerstreik, der 34 Tage dauerte und erst endete als der Gefängnisleiter anordnete die Untersuchungen von ihm und seinen Verwandten zu beenden. Frank Stagg war während seiner restlichen Zeit in diesem Gefängnis bettlägerig und litt an akutem Nierenleiden.

## Hungerstreik
1975 kam er ins Wakefield Prison, wo ihm erneut Gefängnisarbeit abverlangt wurde und er dies verweigerte; dafür wurde er wiederum in Einzelhaft gesetzt. Am 14. Dezember 1975 begann er mit anderen Gefangenen einen Hungerstreik und sie widersetzten sich dem Repatriierungsverlangen anlässlich der Waffenruhe zwischen der IRA und der britischen Regierung. 
Die Forderungen von Stagg waren:
- ein Ende der Einzelhaft,
- keine Gefängnisarbeit,
- Repatririierung zur Gefangenschaft in Irland.

Die britische Regierung akzeptierte keine der Forderungen und er starb am 12. Februar 1976 nach 62 Tagen Hungerstreik.

## Beisetzung
Die Beerdigung von Stagg verursachte eine beachtliche Kontroverse zwischen zwei seiner Brüder und den irischen Republikanern, die Frank Stagg auf dem Feld der Republikaner in Ballina beerdigen wollten – entsprechend seinem Wunsch, während die Witwe, sein Bruder Emmet Stagg und die irische Regierung ihn in dem Familiengräberfeld zwar auf dem gleichen Friedhof beerdigen, aber eine Beteiligung der Republikaner anlässlich der Beerdigung vermeiden wollten. Als die Republikaner am Dublin Airport auf den Körper von Stagg warteten, hatte die irische Regierung zwischenzeitlich den Flug auf den Shannon Airport umgeordert. Von dort aus wurde der Leichnam von Stagg nach Ballina gebracht und in der Nähe des Familiengrabs beigesetzt. Um zu verhindern, dass Staags Sarg entnommen und dass die Republikaner in Übereinstimmung mit dem Wunsch des Toten ihn auf dem Republikanergrabfeld beerdigen würden, war das Grab zubetoniert worden. Im November 1976 untertunnelte eine Gruppe von Republikanern die Betonplatte, entnahm den Sarg und setzte diesen im Grabfeld der Republikaner bei.